# Cusiala infuscata
Cusiala infuscata là một loài bướm đêm trong họ Geometridae.